# 1352

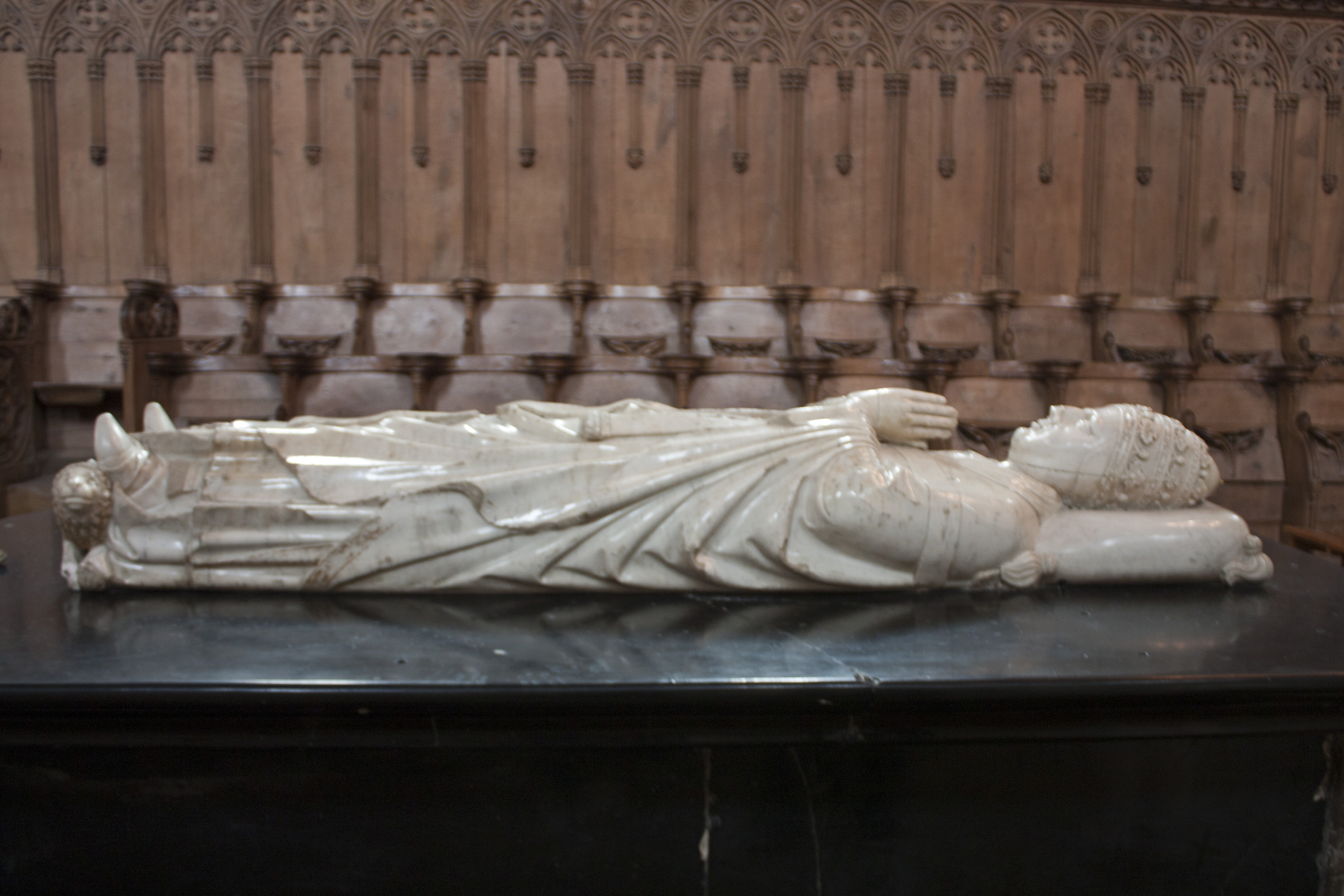
Graftombe van Clemens VI

Het jaar 1352 is het 52e jaar in de 14e eeuw volgens de christelijke jaartelling.

## Gebeurtenissen
- februari - Karel II van Navarra trouwt met Johanna van Valois
- 4 juni - Glarus sluit zich aan bij het Zwitsers Eedgenootschap.
- 27 juni - Zug sluit zich aan bij het Zwitsers Eedgenootschap.
- 18 augustus - Einde van het Beleg van Geertruidenberg. Slotvoogd Filips van Polanen van Geertruidenberg geeft zich over tegen Jan IV van Arkel en gaat in ballingschap in Breda.
- In de Gelderse Broederstrijd wordt een vredesbestand gesloten. Reinoud III blijft hertog van Gelre; zijn broer Eduard krijgt Roermond en het land van Kessel.
- De bouw van de Onze-Lieve-Vrouwekathedraal van Antwerpen neemt een aanvang.
- Willem V van Holland trouwt met Machteld van Lancaster
- oudst bekende vermelding: Hal, Kleinder-Liempde

## Opvolging
- Abbasiden (kalief van Caïro) - al-Hakim II opevolgd door al-Mu'tadid II
- Baden-Sausenberg (met Otto I) - Rudolf II opgevolgd door zijn zoon Rudolf III
- Ferrara en Modena - Obizzo III d'Este opgevolgd door zijn zoon Aldobrandino III d'Este
- Japan (Noordelijke troonpretendent) - Go-Kogon als opvolger van zijn broer Suko
- paus (18 december) - Clemens VI opgevolgd door Étienne Aubert als Innocentius VI
- Wallachije - Basarab I opgevolgd door zijn zoon Nicolae Alexandru

## Geboren
- 5 mei - Ruprecht, koning van Duitsland (1400-1410) en keurvorst van de Palts
- Viridis Visconti, echtgenote van Leopold III van Oostenrijk
- Jan Appelmans, Brabants architect (jaartal bij benadering)

## Overleden
- 20 maart - Obizzo III d'Este, heer van Ferrara
- 21 april - Bolesław III de Verkwister (60), Pools edelman
- 10 augustus - Jan van Valkenburg, Limburgs edelman
- 19 augustus - Otto III van Lüneburg (~56), Duits edelman
- 15 oktober - Gilles Li Muisit (80), Zuid-Nederlands kroniekschrijver
- 1 december - Gérard Domar, Frans kardinaal
- 6 december - Clemens VI (~61), paus (1342-1352)
- Rudolf II van Sausenberg (~51), Duits edelman
- Wladislaus van Bytom, Silezisch edelman
- Basarab I, eerste vorst van Wallachije (1330-1352) (jaartal bij benadering)
- Wladislaus van Liegnitz, Pools edelman (jaartal bij benadering)